# Ярчук Микола Миколайович
Ярчук Микола Миколайович — цукровар, голова правління "Національної асоціації цукровиків України «Укрцукор» (з 2001). Колишній Народний депутат України (1990—1994).

## З біографії
Народився 02.10.1952 (місто Старокостянтинів, Хмельницька область) в сім'ї робітника; українець; дружина Лариса Василівна; дочки Олена і Тетяна.
Освіта: Вінницький політехнічний технікум; Львівський політехнічний інститут, інженер-електромеханік.
Народний депутат України 1-го скликання з 03.1990 (2-й тур) до 04.1994, Волочиський виборчий округ № 408, Хмельницька область. Член Комісії з питань економічної реформи та управління народним господарством.
- З 1971 — робітник, Харківського тракторного заводу.
- 1972—1974 — служба в армії.
- З 1974 — змінний інженер, начальник зміни, заступник голови інженера, Волочиський цукрозавод.
- 1981—1999 — директор, Наркевицький цукрозавод; голова правління, ВАТ «Наркевицький цукровий завод».
- З 03.1999 — генеральний директор Асоціації «Хмельницькцукор».

## Нагороди і відзнаки
- Орден «Знак Пошани» (1986)
- Заслужений працівник промисловості України (10.2009)[джерело?]